# Apostolepis nigrolineata
Apostolepis nigrolineata är en ormart som beskrevs av Peters 1869. Apostolepis nigrolineata ingår i släktet Apostolepis och familjen snokar. Inga underarter finns listade i Catalogue of Life.
Arten förekommer i Brasilien i delstaterna Amazonas, Maranhão och Ceará. Honor lägger ägg.